# خالد النصرالله
خالد عادل النصرالله، كاتب كويتي وشريك مؤسس لدار نوفا بلس للنشر والتوزيع ودار الخان للنشر والتوزيع المتخصصة في ترجمة الأدب العالمي للغة العربية. ولد خالد عادل النصرالله في الكويت يوم 24 فبراير عام 1987. فاز الكاتب بجائزة القصة القصيرة من تنظيم مجلة العربي وإذاعة بي بي سي العربية عام 2013، ووصلت روايته “الدرك الأعلى ” إلى القائمة الطويلة لجائزة الشيخ زايد عن فئة المؤلف الشاب في عام 2017. حصل خالد عادل النصرالله على بكالوريوس في التربية البدنية من كلية التربية الأساسية، ويعمل حاليا معلمًا في وزارة التربية.

## السيرة الذاتية
خالد عادل النصرالله هو كاتب كويتي وشريك مؤسس لدار نوفا بلس للنشر والتوزيع مع الكاتب والمهندس عبدالوهاب السيد، ودار الخان للنشر والتوزيع المتخصصة في ترجمة الأدب العالمي للغة العربية حيث تمكن من استقطاب أسماء كبيرة مثل الشاعرة سعدية مفرح والروائي إسماعيل فهد إسماعيل. حصل على بكالوريوس في التربية البدنية من كلية التربية الأساسية، ويعمل معلمًا في وزارة التربية. كتب أول كتاب له وهو في العشرين من عمره بعنوان «كويتي من كوكب آخر» وصدر عام 2007. عمل أيضا كمحرر في صحيفة الوسط الكويتية عام 2007 أثناء فترة دراسته الجامعية، وخصصت له مجلة «أبواب» صفحة ثابتة لكتابة مقالات وقصص، ونشرت له جريدة «القبس» الكويتية عدة مقالات وقصص في الصفحات الثقافية. خالد عادل النصرالله أيضا هو عضو في ملتقى الثلاثاء الثقافي الذي تأسس عام 1996، وعضو مؤسس لملتقى طالب الرفاعي الثقافي والذي انطلق في العام 2012. مَثَّل الكويت أيضا في الملتقى الثقافي الخليجي عام 2012 في مجال القصة القصيرة. فاز الكاتب بجائزة القصة القصيرة التي تنظمها مجلة العربي وإذاعة بي بي سي العربية عام 2013، ووصلت روايته “الدرك الأعلى ” إلى القائمة الطويلة لجائزة الشيخ زايد عن فئة المؤلف الشاب، في العام 2017. بعض من مؤلفات الكاتب: «الدرك الأعلى» و «زاجل».

## أعمال الكاتب[3]
- الدرك الأعلى، دار نوفا بلس للنشر والتوزيع، 2016[4]
- زاجل، دار نوفا بلس للنشر والتوزيع، 2013[5]
- الحقيقة لا تقال، 2009
- كويتي من كوكب آخر، 2007
- هرطقة، 2009
- التجربة الإنجليزية، شركة مطابع الرسالة، 2008
- المنصة، دار الفراشة للنشر والتوزيع، 2011
- الخط الأبيض من الليل، دار الساقي، 2021

## التكريمات والجوائز[2]
- المركز الثاني في مسابقة الهيئة العامة للشباب والرياضة عن القصة القصيرة.
- المركز الثاني في مسابقة مواهب عن الإصدارات الأدبية الشبابية.
- جائزة القصة القصيرة على مستوى الوطن العربي في المسابقة التي تنظمها مجلة «العربي» وإذاعة BBC العربية عن عدد سبتمبر لعام 2013.